# マウロントゥス
マウロントゥスまたはマウレンテ、マウロンティウス （ラテン語: Maurontus, Maurontiusu）は、720年代から730年代のプロヴァンス公（伯）。プロヴァンスでの独立を志し、フランク王国宮宰カール・マルテルや、その協力者アッボと争った。

## 生涯
偽フレデガリウス年代記では、マウロントゥスはドゥクスとして言及されている。彼はネウストリア宮宰ワラトーの親族であったと考えられている。メロヴィング朝のフランク王に忠実であったマウロントゥスは、宮宰として権勢をふるっていたピピン・カロリング家からの独立をはかった。キルペリク2世がマルセイユに派遣していた代官の勢力を受け継いだ彼の領地と教会に対する権力は、当時の他のプロヴァンスのパトリキウスたちと同様に、世襲的なものでなく個人に限定されたものであった。そのため、カール・マルテルやその同盟者だけでなく、ブザンソンを拠点としてアルプス山脈の峠道を支配するウァルダレヌス系の地元貴族とも戦わなければならなかった。
736年以前に、マウロントゥスはアヴィニョンを防衛するため、ナルボンヌを支配するサラセン人ユースフ・イブン・アブド・アッラフマーン・アッ＝フィーリの援助を求めた。この年、カール・マルテルとキルデブラント1世の兄弟が、ローヌ川渓谷に侵攻してプロヴァンスを荒らし、アルル、アヴィニョンを占領して、マウロントゥスをマルセイユに追い詰めた。マウロントゥスはキルデブラント1世とランゴバルド人の連合軍に決定的敗北を喫し、アルプス山脈に逃亡した。
マウロントゥスの子孫に、マルセイユ司教マウロントゥスがいる。